# Бушидо: Душа Јапана
Бушидо: Душа Јанапана је књига коју је написао Нитобе Иназо, о животу самураја.

## Преглед
Бушидо: Душа Јапана је књига о јапанским витезовима, познатим као самураји. Књига је била бестселер од кад је изашла и прочитале су је многе познате личности, укључујући председнике Теодора Рузвелта, Џона Кенедија, као и британског генерала Роберта Бејден-Поуела. Књига је можда и утицала на Робертово формирање извиђачког покрета, а Рузвелт је својим пријатељима дао неколико примерака као поклон.
Нитобе је првобитно написао Бушидо: Душа Јапана на енглеском језику (1899), у Малверн, у Пенсилванији. Књига је на јапански преведена тек неколико година након што је постала популарна на западу.
Како се Јапан мењао, покушавајући да постане модерна нација, Нитобе се бавио истрагом етоса свог народа. Написао је много књига на енглеском језику, чиме је заслужио место међу најпознатијим јапанским писцима свог доба.
Он је пронашао у Бушиду, путу ратника, извор осам врлина које људи највише цене: честитост, храброст, доброту, љубазност, искреност, част, оданост и самоконтролу.
Он се такође бавио и другим традицијама Јапана, као што су будизам, шинтоизам, конфучијанство и моралним смерницама записиваним током стотина година од стране самураја и мудраца. Поред тога, он је тражио сличности и контрасте наводећи не само западне филозофе, већ и људе који су обликовали европске и америчке мисли и цивилизације, почевши од Римљана, Грка и библијских времена. Пронашао је сличност између самурајског Бушида и средњевековног витештва, као Грчког етоса, који је приметио у књигама као што су Хомерова Илијада.